# Toamnă
Toamna este unul din cele patru anotimpuri ale climei temperate. Este anotimpul care face legătura între vară și iarnă.

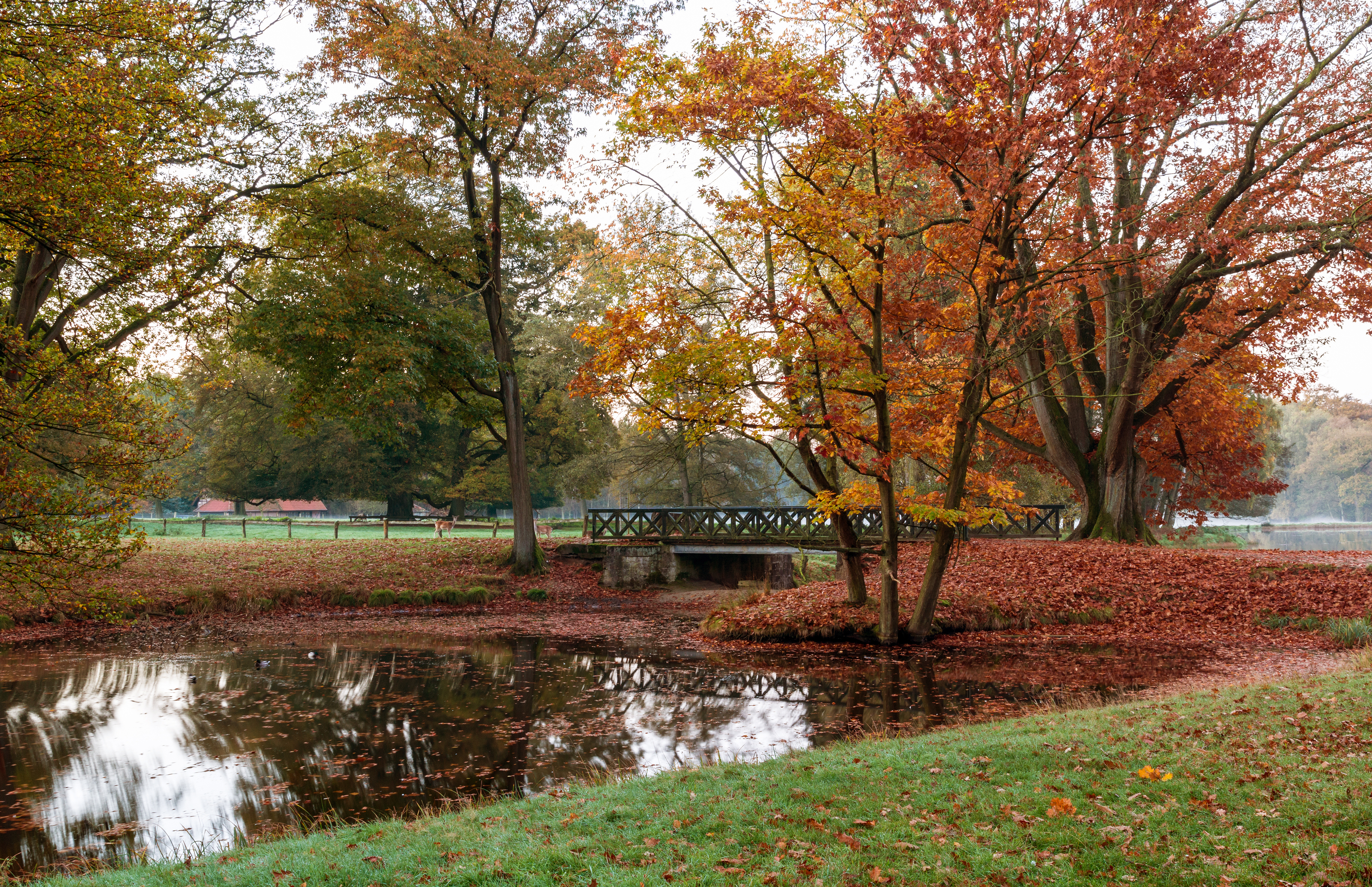
Peisaj de toamnă.

În emisfera nordică toamna începe în jurul lunilor august sau septembrie, pe când în emisfera sudică începutul toamnei este considerat în jurul lunii martie. În această perioadă frunzele foioaselor încep să cadă. Acestea se îngălbenesc, treptat capătă o culoare roșiatică sau brună, după care cad. De aceea, în America de Nord toamna este numită și fall însemnând cădere. Este anotimpul în care zilele devin din ce în ce mai scurte și mai răcoroase, nopțile devin din ce în ce mai lungi și mai friguroase iar în unele țări precipitațiile tind să crească treptat.

## Definiții

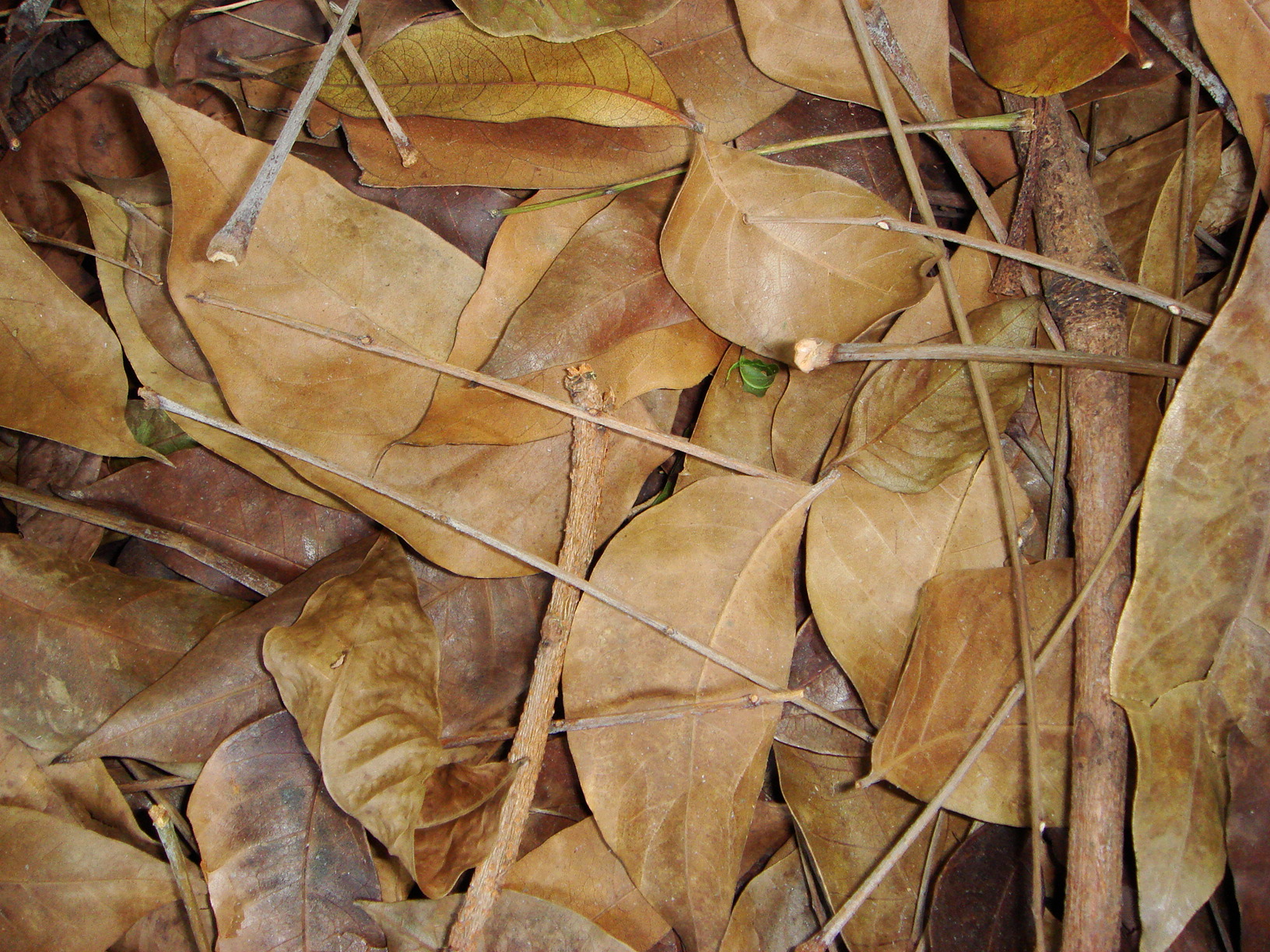
Frunze căzute în timpul toamnei

Astronomic, unele țări vestice consideră că toamna începe cu echinocțiul de toamnă (23 septembrie) în emisfera nordică și echinocțiul de primăvară (21 martie) în emisfera sudică, terminându-se în emisfera nordică în ziua solstițiului de iarnă (21 decembrie) respectiv în ziua solstițiului de vară (21 iunie). În astronomia chineză echinocțiul de toamnă marchează mijlocul toamnei, aceasta începând în jurul sărbătorii Liqiu (în jurul zilei de 7 august).
Pe de altă parte, meteorologii asimilează lunile martie, aprilie, mai (în emisfera sudică) respectiv lunile septembrie, octombrie, noiembrie (în emisfera nordică) cu toamna deoarece pe perioada acestui anotimp perioada de lumină este vizibil din ce în ce mai mică.
În unele țări, ca Statele Unite ale Americii dar și România toamna este considerată începutul anului școlar.

## Cultura populară

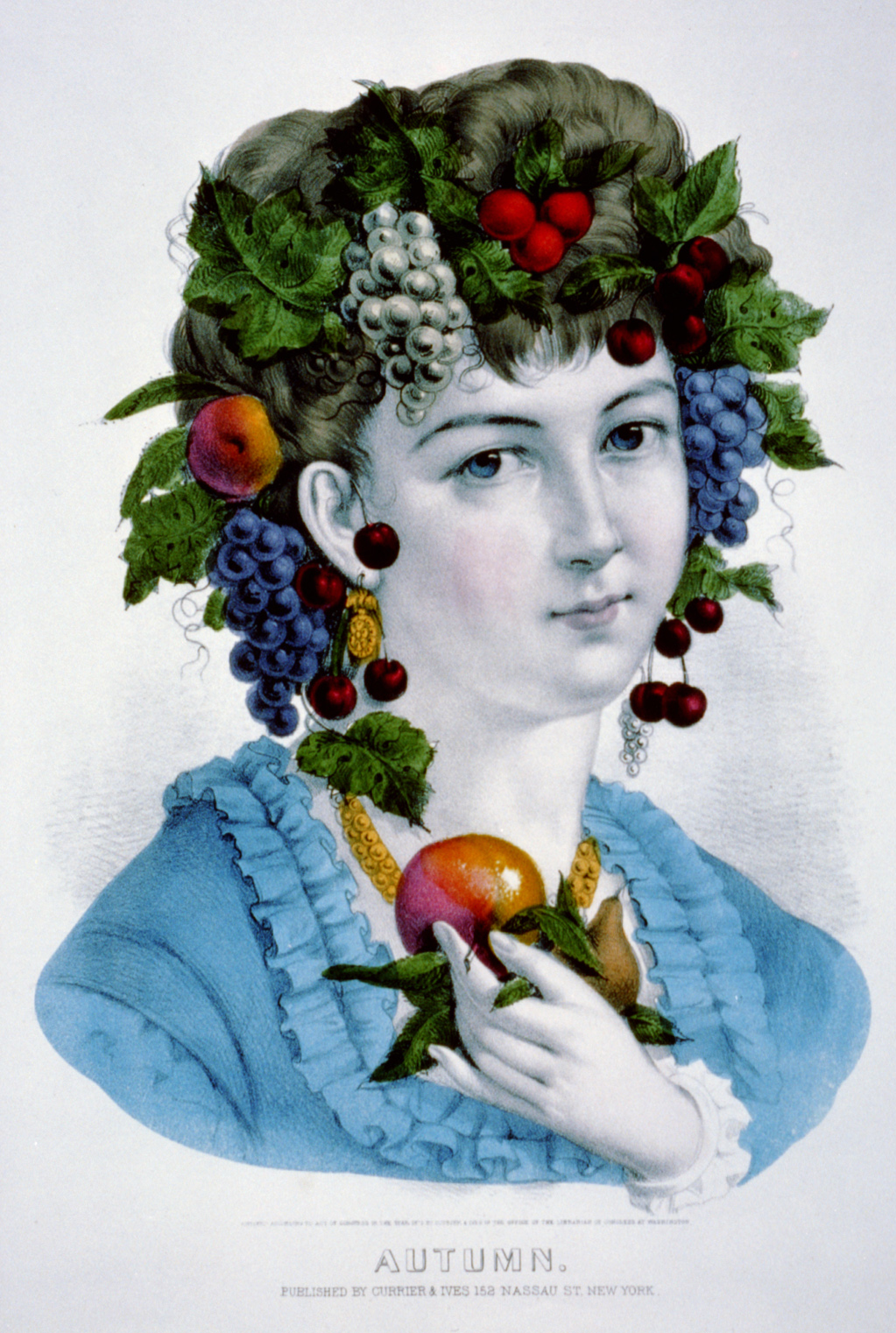
Personificare a toamnei (Currier & Ives Litograph, 1871)

### Asocierea cu o culegătoare
Starea sufletească ce se desprinde din sărbătorile tomnatice este bucuria pentru fructele pământului amestecată cu melancolia pentru vremea mohorâtă.

### Asocierea cu melancolia
Toamna în poezie a fost des asociată cu melancolia. Posibilitățile verii au dispărut, iar răcoarea toamnei este la orizont. Cerul devine gri și posomorât. Rainer Maria Rilke, un poet de limba germană și-a exprimat aceste sentimente în cele mai cunoscute poeme ale lui, Herbsttag (Zi de toamnă), din care unele versuri spun:
Wer jetzt kein Haus hat, baut sich keines mehr.
Wer jetzt allein ist, wird es lange bleiben,
wird wachen, lesen, lange Briefe schreiben
und wird in den Alleen hin und her
unruhig wandern, wenn die Blätter treiben.

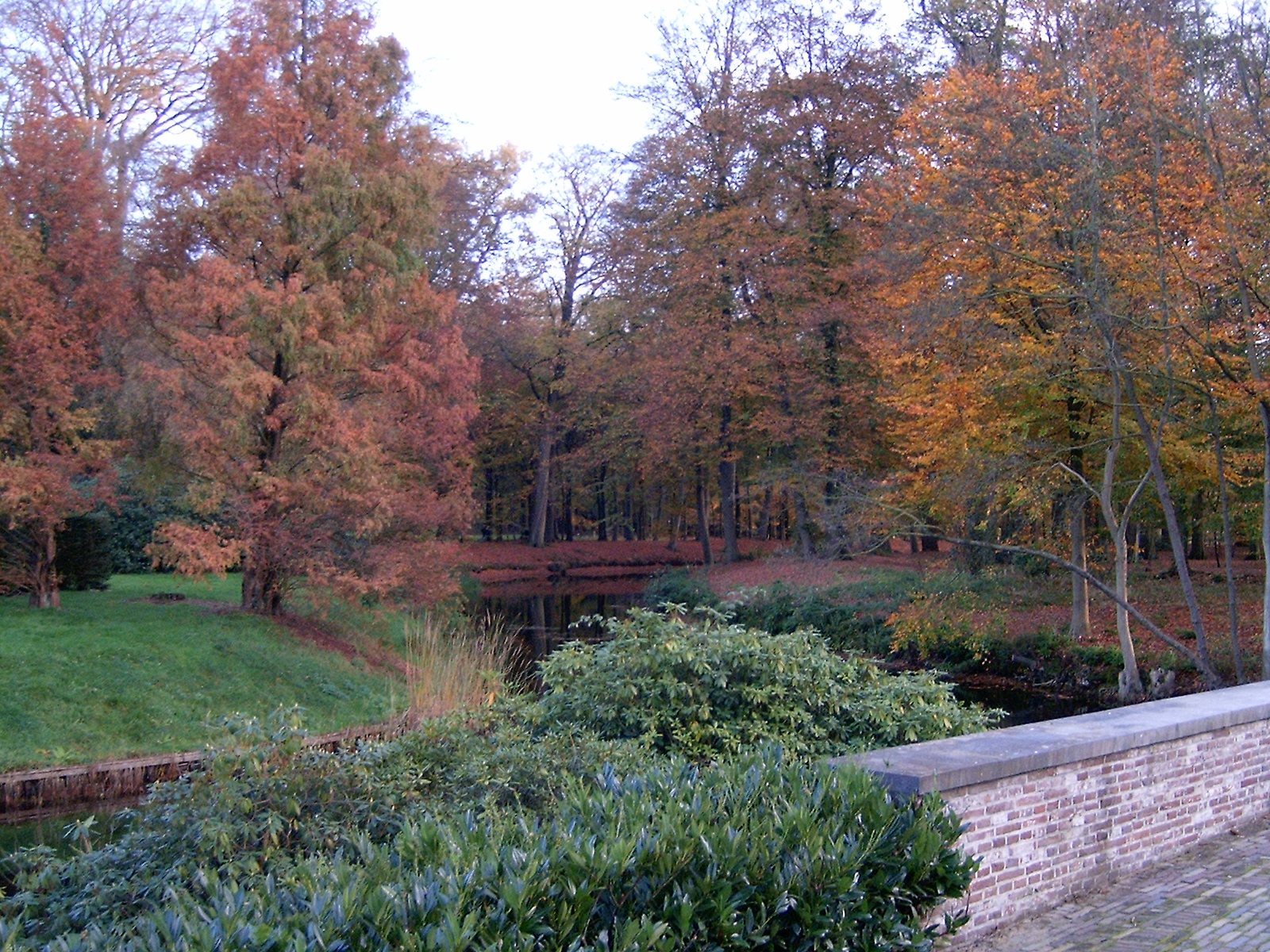
Toamna în Doorn, Țările de Jos

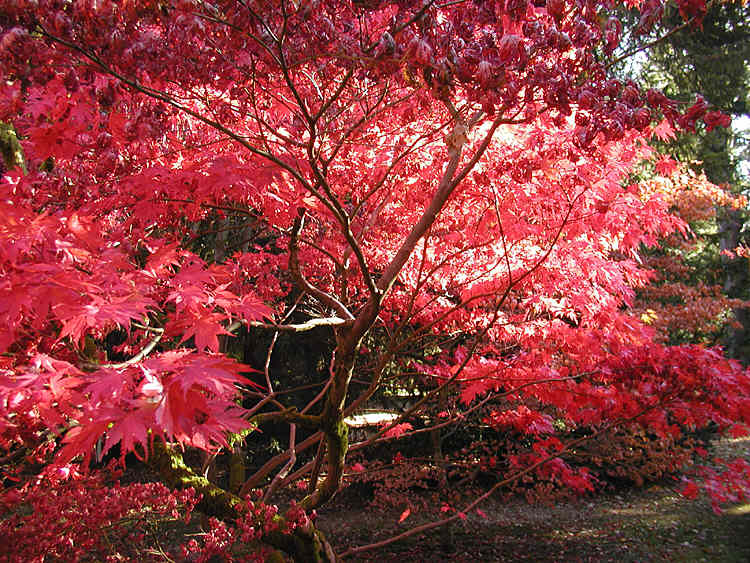
Culori de toamnă la Westonbirt Arboretum, Gloucestershire, Marea Britanie.

Deoarece nu există nicio traducere oficială, o traducere oarecare ar fi:
- în limba engleză:

Who now has no house, will not build one (anymore).
Who now is alone, will remain so for long,
will wake, and read, and write long letters
and back and forth on the boulevards
will restlessly wander, while the leaves blow.
- în limba română:

Cine nu are o casă acum nu-și va mai clădi una,
Cine este acum singur, va rămâne așa mult timp,
va veghea, va citi și va scrie scrisori lungi
înapoi și înainte pe bulevarde
va hoinări neliniștit, când frunzele vor cădea.

### Alte asocieri
În special în Statele Unite toamna este asociată cu "anotimpul Halloween-ului", cu o campanie de marketing foarte răspândită care îl promovează. Televiziunea, filmele, cărțile, costumele, decorațiunile interioare și industriile de confecții folosesc această perioadă pentru a-și promova produsele. Promoțiile încep cu primele zile ale lunii septembrie și se încheie cu ziua de 31 octombrie, deoarece motivele lor își pierd rapid forța după această perioadă .